# Кахалу (подокруг)
Кахалу (бенг. কাহালু, англ. Kahaloo) — подокруг на севере Бангладеш. Входит в состав округа Богра. Образован в 1928 году. Административный центр — город Кахалу. Площадь подокруга — 238,79 км². По данным переписи 1991 года численность населения подокруга составляла 183 230 человек. Плотность населения равнялась 769 чел. на 1 км². Уровень грамотности населения составлял 27,3 %. Религиозный состав: мусульмане — 92,34 %, индуисты — 6,83 %, прочие — 0,83 %.